# Gushi, Guangdong
Gushi (kinesiska: 古市) är en köping i sydöstra Kina. Den ligger i Nanxiong i staden Shaoguan i provinsen Guangdong, omkring 240 kilometer nordost om provinshuvudstaden Guangzhou. Antalet invånare är 11 919. Befolkningen består av 6 054 kvinnor och 5 865 män. Barn under 15 år utgör 22,0 %, vuxna 15-64 år 65 %, och äldre över 65 år 11,0 %.